# Bechtsbüttel
Bechtsbüttel is een plaats in de Duitse gemeente Meine, deelstaat Nedersaksen, en telt 534 inwoners (2006).
- Gemeinsame Normdatei: 4587115-2
- Virtual International Authority File: 240090695